# みすず監査法人
みすず監査法人（みすずかんさほうじん）は、かつて存在した日本の監査法人。1968年（昭和43年）に監査法人中央会計事務所として設立され、2000年（平成12年）に青山監査法人と合併して中央青山監査法人（ちゅうおうあおやまかんさほうじん）となった。
いわゆる「4大監査法人」の一つであり、中でも日本最大手の規模であった。不祥事（粉飾決算の監査）がもとで2006年（平成18年）に金融庁から監査業務停止処分を受けた。その後、みすず監査法人に改称したものの、信用回復には至らず営業の継続を断念。2007年（平成19年）7月31日に解散した。その後は清算法人として存続していたが、2016年（平成28年）4月30日に清算結了した。
世界4大会計事務所の一つであるアメリカのプライスウォーターハウスクーパースと提携関係にあった。
本部は東京都千代田区霞が関三丁目の霞が関ビルにあったが、清算法人となった後は同ビル4階へ移った。
解散時の理事長は片山英木、前理事長は奥山章雄（前日本公認会計士協会会長）。

## 歴史

### 中央グループ
中央グループの前身である監査法人中央会計事務所は、設立当時より大手監査法人の一つであり、中瀬宏通・村山徳五郎の元日本公認会計士協会会長の事務所運営のもとに発展した。1980年代には当時の「Big8」の一つであったクーパース・アンド・ライブランドと提携している。
もう一方の新光監査法人は合併を繰り返して形成された準大手監査法人であり、その母体となった1973年（昭和48年）の扶桑監査法人設立にあたっての合併は、制度発足以来初の監査法人同士の合併である。
中央会計事務所はかつて日本国内トップの監査法人であったものの、1980年代中頃より大手監査法人の合併が相次ぐ中で他法人に抜かれてゆき国内4位となっていた。その影響もあり、国鉄分割民営化の際に獲得できたクライアントは日本貨物鉄道のみであった。他方で新光監査法人は準大手でありながら唯一、旧国鉄分割会社の一つである九州旅客鉄道を獲得している。
1988年（昭和63年）には中央会計事務所と新光監査法人が合併し、再び国内最大の監査法人となる。当時の規模は資本金8億1,960万円、上場企業クライアントは468社、公認会計士530人を擁していた。ちなみにそれまでの国内最大手は、監査法人朝日新和会計社のクライアント356社であった。

#### 中央監査法人の粉飾決算
山一證券、ヤオハン、足利銀行など、粉飾決算をしていた破綻会社の監査を担当していたため、破綻後に就任した新経営陣などから訴訟を起こされており、足利銀行事件では、2005年初めに金融庁から戒告処分を受けている。

### 青山グループ
かたや、青山監査法人はプライス・ウォーターハウスの直営監査法人であった。他の外資系直営監査法人が合併等で国内の大手監査法人の一部となる中、青山監査法人は仙台・横浜・広島・松山など地方の主要都市に続々と事務所を開設することで、地場資本の海外進出に貢献し規模を拡大していった。
また、ソニーや旭化成といったビッグクライアントも擁するなど、純粋な外資系監査法人としては元から大きな規模の法人であった。

### 合併後
1998年（平成10年）、中央グループの提携先であったクーパース・アンド・ライブランドと青山グループの提携先であったプライス・ウォーターハウスが合併。これにより新設されたプライスウォーターハウスクーパース (PwC) は、中央・青山の両グループを日本における提携先とする構図になった。
その同時期に、中央会計事務所の大口クライアントであった日本興業銀行が、富士銀行及び第一勧業銀行と合併再編を行うことも取り沙汰された。新たに設立されるメガバンク（現：みずほフィナンシャルグループ）を巡り、富士銀行の監査人であった太田昭和監査法人（EY）及び第一勧業銀行の監査人であったセンチュリー監査法人（KPMG）との駆け引きが開始された。その中で太田昭和監査法人とセンチュリー監査法人は合併を決め「つなぎとめ」に成功。中央監査法人はメガバンクを失うこととなった。しかし同時に、前述した二重提携の構図の解消を目指して、金融庁の指導のもとで中央会計事務所は青山監査法人と合併し、中央青山監査法人となった。
しかし旧中央と旧青山の合併はスムーズに進んだわけではなく、当時旧中央のヤオハン粉飾決算事件等の不祥事が明るみに出ていたことから、青山系の中には合併に反発する動きもあった。そのため当初は1999年（平成11年）7月に予定されていた合併が一度延期されたという経緯もあった。
新法人は当初は国内3位の規模であったが、間もなく2001年（平成13年）に監査法人伊東会計事務所を吸収合併し、これにより再び国内最大の監査法人としての地位に就くこととなる。
伊東会計事務所は東海地方を拠点とする古参の地域監査法人でありながら、地場のトヨタ自動車系列を筆頭に中部電力や東邦ガスといった大口クライアントを多数有する異色の優良法人であった。しかしながら一地域法人のネットワークには限度があり、世界的大企業として君臨したトヨタ自動車にとって、会計監査人が海外投資家の間では無名のローカル監査法人であることは、グローバル経営戦略上大きなボトルネックとなっていた。そこで名の通ったPwCのグローバルネットワークを求めるトヨタ自動車の意向により、伊東会計事務所は中央青山監査法人へと合流することになった。

#### 合併後の粉飾決算
2005年に発覚したカネボウの粉飾決算事件では、監査を担当していた中央青山監査法人所属の公認会計士が粉飾を指南していた嫌疑で、事務所や奥山章雄理事長の自宅が家宅捜索された。奥山理事長（2005年5月に就任）は報酬を50%カットしたのみで留任（のちに2006年5月に監査業務停止処分を受けた際に辞任）したが、他の理事は全員辞任した。
このほかにも、2006年にはライブドアマーケティング（ライブドアグループ、後のメディアイノベーション）が粉飾決算した際の監査を担当していた。
粉飾決算を行った企業への監査の関与が目立ったことで、中央青山監査法人の信頼性に重大な疑義が生じる事態となった。司法当局はカネボウ事件については公認会計士個人の犯罪であるとして、2005年10月3日に該当の公認会計士3名を証券取引法違反の罪で起訴したが、監査法人の起訴は見送った。
2006年5月10日、金融庁の公認会計士・監査審査会は、中央青山監査法人に同年7月1日から2か月の監査業務停止処分を命じた。これは4大監査法人にとって前代未聞の事態であり、この処分によって顧客との監査契約は7月1日で解約となることから、中央青山監査法人に監査を依頼している企業に大きな混乱をもたらすこととなった。日本商工会議所の山口信夫会頭はこれを受け、翌日の記者会見で「厳しいが当然、背信行為は許されない」と発言している。
監査業務停止処分を受ける直前には、監査を担当していた会社は5,330社に上り、トヨタ自動車やソニーなど日本を代表する大企業を顧客としていたが、それらの大口顧客を失うこととなった。

#### あらた監査法人の独立
同年6月1日、中央青山監査法人の海外提携先であるプライスウォーターハウスクーパースは、中央青山監査法人の監査業務停止に伴う顧客の受け入れ先として「あらた監査法人」を設立し独立させた。
この際に旧青山系の会計士や職員を中心に、中央青山監査法人からあらた監査法人へ一部が移籍した。外資色の強い旧青山系は旧中央系の社風に馴染まず、また不祥事が旧中央系のみに集中していたこともあり両グループの融合は進まず、これがあらた監査法人の設立を容易にしたものと考えられる。また、カネボウ粉飾決算事件が起きた2005年（平成17年）には、旧青山系のクライアント及び社員を中心とする「監査五部」が開設されている。あらた監査法人はこの監査五部と金融部が分離独立する形で設立されたものである。
中央青山監査法人の内部でも、あらた監査法人の設立に反発する社員は多かったものの、経営トップの指導力不足からPwCの強硬姿勢を崩せず、あらた監査法人の分離独立の動きを認めざるを得なかった。こうした経緯もあり、みすず監査法人に残留した所属会計士のうち、解散後にあらた監査法人へ移籍した者は少数となった。
なお、旧伊東会計事務所のクライアントは、あらた監査法人の独立に際し、トヨタ自動車系列の会社はあらた監査法人へ移行したが、中部電力や東邦ガスほか多くの在名クライアントはみすず監査法人へ残留し、のちにみすず監査法人名古屋事務所を継承したあずさ監査法人へと移行した。

#### みすず監査法人への改称
中央青山監査法人は、業務停止処分明けの同年9月1日付で「みすず監査法人」へ改称して再起を図ったが、2006年4月時点で830社余りであった上場企業の顧客は、この時点で600社程度にまで落ち込んでいた。
それから間もない同年12月18日、みすず監査法人が監査を担当していた日興コーディアルグループの有価証券報告書に虚偽記載（利益水増しによる粉飾決算）が発覚。問題となった2005年3月期の有価証券報告書に、旧中央青山監査法人が「適正意見」を出していたことから、日興コーディアルグループの虚偽記載を見逃していたことが問題視された。
これらの相次ぐ不祥事に伴う信頼失墜により、多くの公認会計士や職員が退職し、法人内では動揺が広がった。

#### 解散
2007年2月20日、片山英木理事長は記者会見で、みすず監査法人は監査業務から撤退し、他の大手3法人（新日本監査法人、あずさ監査法人、監査法人トーマツ）などへ監査業務の移管および、社員・職員の移籍を行う方針を発表した。これにより、日本最大の監査法人であった旧中央青山監査法人は解体されることとなった。また、みすず監査法人の京都事務所は京都監査法人、熊本事務所はくまもと監査法人として、それぞれ独立した。
同年7月31日付で監査法人としての業務を終了、解散した。翌8月1日以降は清算法人として清算を完了させるために必要な業務のみを行っていたが、2016年に清算結了となった。代表清算人は熊坂博幸（公認会計士・日本航空社外監査役）であった。
なお、みすず監査法人が解散を決めた直接の理由は、同時期に内部統制監査制度や四半期レビュー制度の開始を控え人手不足が懸念され、各法人とも試験合格者の囲い込みや人材育成に奔走する中で、数多くの人手をあずさ監査法人に引き抜かれたことによる。中央青山の当時の主要顧客であった新日本製鐵やセブン&アイ・ホールディングスは、中央青山の業務停止に伴いあずさ監査法人と共同監査を行っていた。一方であずさは大手監査法人の一角だった朝日監査法人を母体としているものの、発足後数年にすぎず法人としての知名度は低かったことに加え、かつての提携先であったアーサー・アンダーセンの負のイメージから受験生の人気が低く、他法人よりも一層激しいリクルート活動を行い人員確保に努めていた。その中でみすずの監査チームに露骨な打診を行って引き抜いてくるなどの手法が、みすずの人手不足や内部分裂を加速させる結果となった。
そのため、みすず解散の際に多くの所属会計士はあずさを敬遠し、また独自色の強いトーマツでもなく、社風の近い新日本監査法人へ移籍する結果となった。なお新日本監査法人は当時の日本公認会計士協会会長・藤沼亜起の出身法人である都合上、人員やクライアントの誘致に最も消極的であった。ただし前述の通り、名古屋事務所は人員・クライアント共にあずさに継承されている。

## 沿革
- 1968年（昭和43年）
  - 10月15日 - 監査法人東海第一監査事務所設立（本部：愛知県名古屋市）。
  - 11月1日 - 監査法人東京第一公認会計士事務所設立（本部：東京都中央区）。
  - 12月20日 - 監査法人中央会計事務所設立（本部：東京都千代田区）。
- 1969年（昭和44年）4月8日 - 監査法人伊東会計事務所設立（本部：愛知県名古屋市）。
  - 7月1日 - 監査法人千代田事務所設立（本部：東京都千代田区）。
- 1970年（昭和45年）1月28日 - 監査法人辻監査事務所設立（本部：東京都渋谷区）。
- 1973年（昭和48年）4月 - 監査法人東海第一監査事務所と監査法人東京第一公認会計士事務所が合併し、扶桑監査法人設立。
- 1978年（昭和53年）4月1日 - 扶桑監査法人・監査法人千代田事務所・監査法人辻監査事務所が合併し、新光監査法人設立。
- 1983年（昭和58年）6月1日 - プライス・ウォーターハウスが日本法人として青山監査法人を設立。
- 1984年（昭和59年）7月2日 - 監査法人中央会計事務所がクーパース・アンド・ライブランドの日本事務所を吸収。
- 1988年（昭和63年） 7月31日 - 監査法人中央会計事務所と新光監査法人が合併し、中央新光監査法人となる。
- 1993年（平成 5年） 7月2日 - 中央監査法人に改称。
- 1998年（平成10年）7月 - プライスウォーターハウスとクーパース・アンド・ライブランドが合併し、プライスウォーターハウスクーパースとなる。
- 2000年（平成12年） 4月1日 - 中央監査法人と青山監査法人が合併し、中央青山監査法人となる。
- 2001年（平成13年） 1月1日 - 監査法人伊東会計事務所を吸収合併。
- 2006年（平成18年）
  - 6月1日 - あらた監査法人が分離独立。
  - 7月1日 - 業務停止。
  - 9月1日 - 業務停止期間終了。みすず監査法人へ改称。
- 2007年（平成19年）7月31日 - 監査法人としての業務を終了し解散。
- 2016年（平成28年）4月30日 - 清算結了。

## 関連会社
- みすずフィナンシャル・アドバイザーズ - 子会社、業務終了。
- みらいコンサルティング - 現存。旧社名：中央青山PwCコンサルティング。